# Vladimir Petrović (lekkoatleta)
Vladimir Petrović (ur. 1 grudnia 1976) – czarnogórski lekkoatleta, który specjalizował się w rzucie oszczepem.
Rekord życiowy: 65,74 (25 maja 2008, Sztokholm-Sätra) – rezultat ten do września 2020 był rekordem Czarnogóry.